# Ремек-дела усменог и нематеријалног наслеђа човечанства
Проглашење ремек-дела усменог и нематеријалног наслеђа човечанства донео је генерални директор Унеска почев од 2001. године како би се подигла свест о нематеријалном културном наслеђу и подстакле локалне заједнице да их заштите и локално становништво које одржава ове облике културног изражавања. Неколико манифестација нематеријалног наслеђа широм света добило је титулу ремек-дела како би се препознала вредност нематеријалне компоненте културе, као и обавеза држава да промовишу и чувају ремек дела. Даља проглашења су се дешавала сваке две године. Године 2008. 90 раније проглашених ремек-дела укључено је у нову Репрезентативну листу нематеријалног културног наслеђа човечанства као први уписи.

## Позадина
Унеско дефинише усмено и нематеријално наслеђе као „укупност стваралаштва културне заједнице засноване на традицији које изражава група или појединци и које је препознато као одраз очекивања заједнице у мери у којој одражавају њен културни и друштвени идентитет“. Језик, књижевност, музика и плес, игре и спорт, кулинарске традиције, ритуали и митологије, знања и праксе у вези са универзумом, знања везана за ручне радове и културни простори су међу многим облицима нематеријалног наслеђа. Нематеријално наслеђе се посматра као складиште културне разноликости  и креативног изражавања, као и као покретачка снага за живе културе. Пошто може бити подложан силама глобализације, друштвене трансформације и нетолеранције, УНЕСКО подстиче заједнице да идентификују, документују, штите, промовишу и ревитализују такво наслеђе.
Након усвајања Универзалне декларације о културној разноликости у новембру 2001. УНЕСКО је подстакао признање и заштиту нематеријалног наслеђа на исти начин на који се штите природна и културна блага материјалног наслеђа.
Иако је Унеско имао програм (активан од 1972) за заштиту светске културне и природне баштине, познат као Листа светске баштине, сматрао је да је листа усмерена углавном на заштиту и представљање материјалних, споменичких елемената прошлих култура или природних Животна средина. Ремек дела усменог и нематеријалног наслеђа човечанства, је УНЕСКО-ов одговор на позив човечанству да прошири свој концепт културног наслеђа уношењем нематеријалних аспеката.
Идеја за пројекат потекла је од људи забринутих за марокански трг Џема ел-Фна у Маракешу. Трг је познат по традиционалним активностима приповедача, музичара и других извођача, али је био угрожен притисцима економског развоја. У борби за заштиту традиције, становници су позвали на акцију на међународном нивоу како би се препознала потреба за заштитом таквих места – названих културним просторима – и других популарних и традиционалних облика културног изражавања. УНЕСКО-ова ознака ремек-дела усменог и нематеријалног наслеђа човечанства има за циљ да подигне свест о значају усменог и нематеријалног наслеђа као суштинске компоненте културне разноликости.
| „                                                                                      | Спектакл Џема ел-Фна се понавља свакодневно и сваки дан је другачији. Све се мења – гласови, звуци, гестови, јавност која види, слуша, мирише, куша, додирује. Усмено предање уоквирује једно много веће – да се може назвати нематеријалним. Трг као физички простор скрива богату усмену и нематеријалну традицију. | ” |
| — Juan Goytisolo, у говору одржаном на уводном састанку за Први проглас, 15. мај 2001. | |   |

## Прокламације
Почевши од 2001. године, нови програм је почео да идентификује различите облике нематеријалне баштине широм света за заштиту кроз Прокламацију. Према овом закону, националне владе које приступају Конвенцији УНЕСКО-а, познате као државе чланице, могу да поднесу по једну кандидатуру, поред вишенационалних номинација, за нематеријално културно наслеђе које се јавља на њиховој територији. Номиновано нематеријално наслеђе може се сврстати у две категорије према програму:
- облици народних и традиционалних културних израза; или
- културни простори, односно места на којима су концентрисане и редовно одвијају културне и популарне активности (пијаци, фестивали, итд.)

Номинације оцјењује комисија стручњака за нематеријалну баштину, укључујући специјализоване невладине организације (НВО), а даље их испитује жири, чијих 18 чланова је претходно одабрао генерални директор Унеска. Створен је сет критеријума који ће помоћи у процени номинација. Културни изрази и простори предложени за проглашење морали су да:
1. покажу своју изузетну вредност као ремек дело људског стваралачког генија;
2. дају широке доказе о својим коренима у културној традицији или културној историји дотичне заједнице;
3. бити средство за афирмацију културног идентитета дотичних културних заједница;
4. пружи доказ изврсности у примени приказаних вештина и техничких квалитета;
5. афирмишу њихову вредност као јединствено сведочанство живих културних традиција;
6. бити у опасности од деградације или нестанка.

Штавише, номиновани треба да буду у складу са идеалима УНЕСКО-а, посебно са Универзалном декларацијом о људским правима. Предлози за номинацију су такође морали да пруже доказ о пуној укључености и сагласности локалних заједница и да садрже акциони план за очување или промоцију дотичних културних простора или израза, који је требало да буде разрађен у блиској сарадњи са носиоцима традиције.
Кроз процес номинације, државе чланице се подстичу да саставе попис свог нематеријалног наслеђа, подижући свест и заштиту овог блага. Заузврат, проглашена ремек-дела добијају обавезу од УНЕСКО-а у финансирању планова за њихову конзервацију.
Прокламације из 2001, 2003. и 2005. године означиле су укупно 90 облика нематеријалног наслеђа широм света као ремек дела:
| Прокламација | Датум                     | Председник жирија                    | Број примљених досијеа кандидата | Број проглашених ремек-дела | Референца |
| ------------ | ------------------------- | ------------------------------------ | -------------------------------- | --------------------------- | --------- |
| 1.           | 18. маја 2001. године     | Хуан Гојтисоло ( Шпанија )           | 32                               | 19                          | [ 1 ]     |
| 2.           | 7. новембра 2003. године  | Хуан Гојтисоло (Шпанија)             | 56                               | 28                          | [ 2 ]     |
| 3.           | 25. новембра 2005. године | Принцеза Басма Бинт Талал ( Јордан ) | 64                               | 43                          | [ 3 ]     |

## Тренутни статус
Све већи број примљених досијеа и број ремек-дела проглашених сваке две године значи да је постигнут циљ УНЕСКО-а да подигне свест о значају заштите нематеријалног наслеђа. Пораст броја држава чланица довео је до усвајања Конвенције о заштити нематеријалног културног наслеђа 2003. године, која је ступила на снагу 2008. Инструмент за постављање стандарда требало је да допуни Конвенцију о светској баштини из 1972. у њеној заштити нематеријалне културе. Следећи успешан пример програма Листе светске баштине Конвенције Светске баштине, УНЕСКО је успоставио Репрезентативну листу нематеријалног културног наслеђа човечанства. Ово је заменило програм проглашења када је конвенција ступила на снагу 2008. Свих 90 раније проглашених ремек-дела, који би се назвали елементи, нашло се као први уписи на новој Листи.
Процес за означавање елемента за листу прати сличне кораке као и проглашење. Некадашњу улогу жирија заменило је ново тело познато као Међувладин комитет за заштиту нематеријалног културног наслеђа.
Поред тога, УНЕСКО је успоставио посебан програм, идентификујући елементе за Листу нематеријалног културног наслеђа коме је потребна хитна заштита, како би истакао елементе који су угрожени упркос напорима локалне заједнице да их очува и заштити, услед чега није могуће очекује се да ће преживети без непосредне заштите. Такође је основао фонд за пружање хитне помоћи за очување таквих елемената.
Унеско је 2003. године израдио Конвенцију о заштити нематеријалног културног наслеђа, која обезбеђује међународни оквир, извор финансирања и стратешки преглед за даљу идентификацију и заштиту ових ремек-дела и другог нематеријалног културног наслеђа. Конвенција је ступила на снагу 2006. године и од тада ју је одобрило преко 130 чланица.